# Candona decora
Candona decora är en kräftdjursart som beskrevs av N. C. Furtos 1933. Candona decora ingår i släktet Candona och familjen Candonidae. Inga underarter finns listade.